# 白银时代

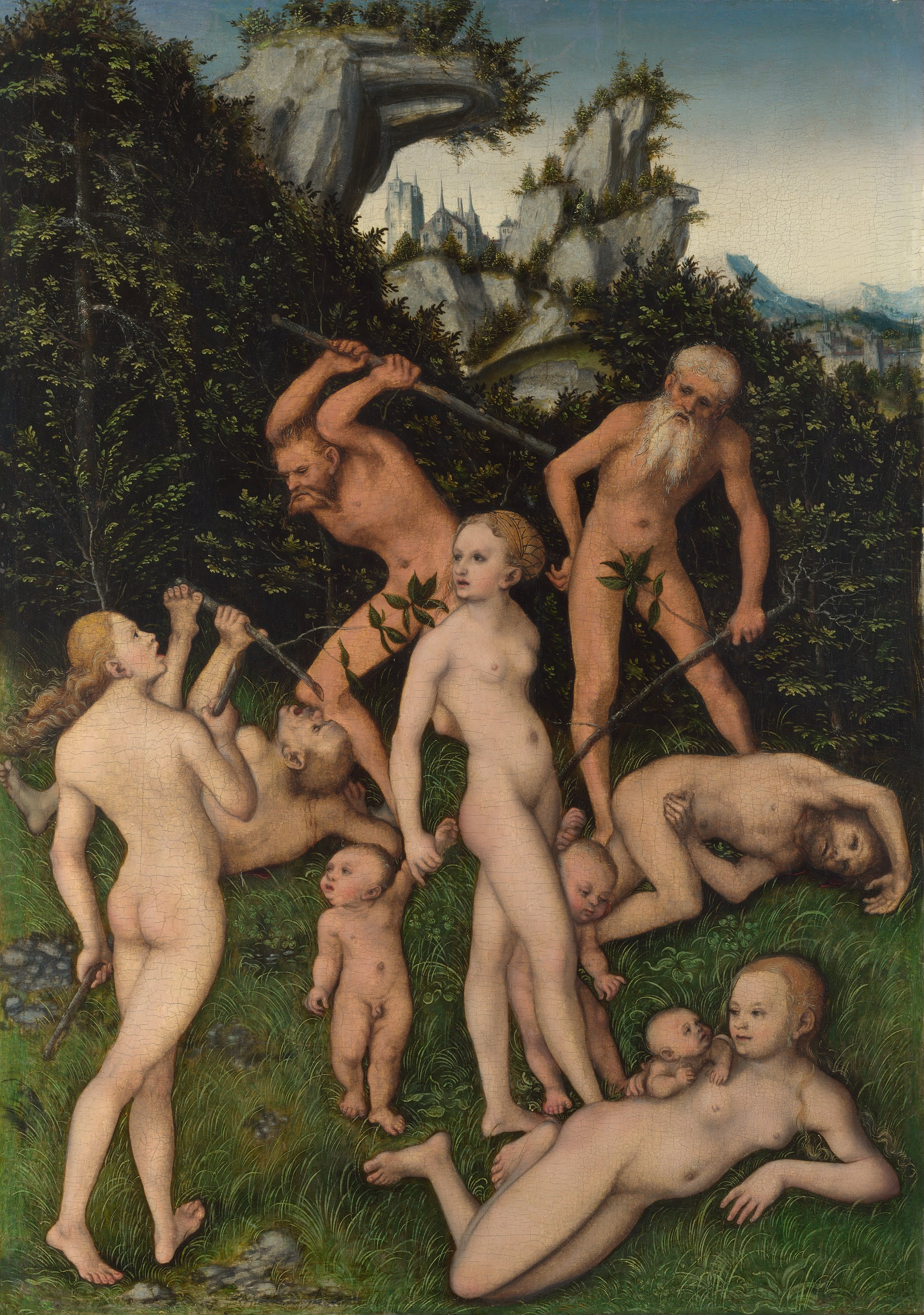
白银时代的终结，老卢卡斯·克拉纳赫绘，c. 1527-35

白银时代（希臘語：Αργυρόν Γένος）是来自希腊神话中的一个词汇，尤其是在赫西俄德的《工作与时日》中被使用。根据该著作，人类世纪划分为五个时代，其中白银时代为第二个时代，在黄金时代之后、青铜时代之前。这段时期里的人类会经历过一百多年的漫长童年，之后迅速长大并死亡。
克洛诺斯被流放后，世界被宙斯所统治。奥林波斯十二神为第二世代的神的统治者，开创了白银时代。之所以被称为白银时代，是因为这时期的人类不如黄金时代的人类尊贵。
在这个时代，宙斯减少了春天，并将一年重构为四季，因此人类第一次需要寻找躲避的房子，并用劳动来获取食物。
后来由于人类不敬神，引起宙斯的愤怒，通过大洪水毁灭了人类。